# سانتو دمینگو د سیلس
سانتو دمینگو د سیلس (به اسپانیایی: Santo Domingo de Silos) یک شهرستان در اسپانیا است که در کاستیا و لئون واقع شده‌است.

## خصوصیات
سانتو دمینگو د سیلس ۷۸ کیلومترمربع مساحت و ۲۹۲ نفر جمعیت دارد.